# Wadja Egnankou
Wadja Egnankou là nhà khoa học người Bờ Biển Ngà, và là nhà nghiên cứu ở Đại học Abidjan.
Năm 1992, ông đã được thưởng Giải Môi trường Goldman cho những nỗ lực bảo vệ các rừng thực vật ngập mặn của nước này.